# Алексије IV Анђел
Алексије IV Анђел (грч: Αλέξιος Δ' Άγγελος, рођ. 1182 — убијен 8. фебруара 1204) био је византијски цар од августа 1203. до јануара 1204. као савладар свог ослепљеног оца Исака II. Алексије је најпознатији по томе што је, како би срушио свог стрица Алексија III Анђела, који је претходно свргао и ослепео Исака II, позвао у помоћ крсташе и Млечане. Тиме је Четврти крсташки поход уместо ка Египту усмерен ка византијској престоници Константинопољу где су се крсташи прво умешали у размирице унутар византијске династије Анђела, а затим су заузели и између себе разделили византијске територије. Да би се разликовао од свог стрица Алексија III, Алексије IV се понекад назива и Алексије Млађи.
Био је син цара Исака II Анђела и његове прве жене, чије име није сачувано у историјским изворима, познато је да је била члан породице Палеолог, а након што се замонашила, понела је име Ирина.

## Претендент
Када је 1195. године Алексије III свргнуо и ослепео рођеног брата Исака II, Алексије Млађи је затворен у тамницу. Тек 1201. успео је да се спасе захваљујући сарадњи са двојицом пизанских трговаца који су га кришом извукли из Цариграда и превезли на запад. Алексије се обратио за помоћ зету Филипу Швапском, а овај га је заузврат препоручио свом рођаку Бонифацију, маркизу од Монферата. Бонифације је управо био изабран за једног од вођа предстојећег Четвртог крсташког рата, али се показало да крсташи, који су се окупили у Венецији, немају довољно новца да плате Млечанима превоз на исток. Млетачки дужд Енрико Дандоло је предложио да крсташи надокнаде неопходну суму тако што ће за Венецију заузети Задар, град који је признавао власт угарског краља. Управо током опсаде Задра (10—23. новембар 1202) Алексије Млађи је представљен вођама крсташа. Алексије је затражио да га, као легитимног престолонаследника, крсташи врате на очев трон у Константинопољу док им је он издашно обећао да ће, када се докопа власти, исплатити 200.000 сребрњака Венецији на име дуга крсташа, да ће вођама крсташа ставити на располагање 10.000 војника и 20 бродова и да ће издржавати 500 витезова у Светој земљи. Поред тога, Алексије је обећао да ће покренути питање уније Цариградске патријаршије са Римским папством. Након опширних договора, Алексије се придружио крсташима на Крфу где су и Млечани одобрили план. Флота је најпосле приспела под Цариград 24. јуна 1203. и Алексије се приказао становницима Константинопоља са једног од млетачких бродова. Ипак, Цариграђани нису били претерано заинтересовани за принца који је важио за штићеника Латина. Сада су крсташи за рачун младог Алексија опсели Константинов град и Алексије III је побегао из града у току ноћи 17/18. јул 1203. али је са собом однео и царску ризницу.

## Владавина и пад
Ујутру 18. јула 1203. Византинци су вратили на престо ослепљеног Исака II који је затим под притиском Латина прогласио сина Алексија за савладара 1. августа. Пошто је ризница била празна Алексије је претопио обредно посуђе из цариградских цркви, конфисковао имовину својих непријатеља и најпосле је опљачкао неколико градова Тракије који су још увек признавали власт његовог стрица. Уз све то једино је могао да сакупи половину суме коју је дуговао крсташима тј око 100.000 сребрњака. У међувремену, у самој престоници расло је непријатељство између Византинаца и Латина док су и једна и друга страна додатно притискале Алексија Млађег и његовог оца. Најпосле, децембра 1203. дошло је до сукоба између грађана Цариграда и крсташа. Побеснела руља је ухватила и брутално убила сваког странца којег је ухватила а крсташи су сматрали да цар Алексије IV није испунио своја обећања. Цар Алексије IV је дефинитивно отказао послушност крсташима, наводи се да је рекао "Нећу учинити ништа више него што сам урадио". Док су се односи са крсташима погоршавали цар Алексије IV је заједно са својим оцем постао веома непопуларан међу грађанима престонице. Ослепљен и потпуно немоћан цар Исак II је био незадовоан што власт мора да дели са сином, ширио је гласине о Алексијевој наводној сексуалној перверзности, причајући да је правио забаве са "развратним мушкарцима"". Хроничар Никита Хонијат, окарактерисао је цара Алексија IV као "детињастог", критиковао је његову сарадњу са крсташима и његов раскалашан начин живота. Већ у јануару 1204. његови људи су запалили 17 бродова и послали их на уковитљену млетачку флоту. Сам покушај није успео, а крајем јануара Алексије IV се поново морао обратити Латинима за помоћ. Светина окупљена у саборној цркви Пресвете Мудрости покушала је да 25. јануара 1204. царску круну наметне извесном Николи Канаву. Канава је одбио ову опасну почаст, али је Алексије IV, забаркадиран у царској палати у страху од побуњеника, послао протовестијара Алексија Дуку Мурзуфла да затражи помоћ од крсташа. Мурзуфл, који је био ватрени противник Латина, се затим окренуо против Анђела и у току ноћи 27/28. јануара је свргао и заточио оца и сина. Исак II је ускоро умро у тамници, док је Алексије IV Анђел задављен 8. фебруара 1204. године. Након ових вести о доласку антилатински настројеног Алексија V на царски престо, крсташи и Млечани су одлучили да заузму Цариград за свој рачун и поделе византијске територије између себе. Свргавање Алексија IV и његовог оца представљало је увод у први пад Византијског царства 12. априла 1204. године.

## Породично стабло
|  |                             |  |  |  |  |  |  |  |  |  |  |  |  |  |  |  |
|  | 16. Манојло Анђел           |  |  |  |  |  |  |  |  |  |  |  |  |  |  |  |
|  |                             |  |  |  |  |  |  |  |  |  |  |  |  |  |  |  |
|  |                             |  |  |  |  |  |  |  |  |  |  |  |  |  |  |  |
|  | 8. Константин Анђел         |  |  |  |  |  |  |  |  |  |  |  |  |  |  |  |
|  |                             |  |  |  |  |  |  |  |  |  |  |  |  |  |  |  |
|  |                             |  |  |  |  |  |  |  |  |  |  |  |  |  |  |  |
|  | 4. Андроник Дука Анђел      |  |  |  |  |  |  |  |  |  |  |  |  |  |  |  |
|  |                             |  |  |  |  |  |  |  |  |  |  |  |  |  |  |  |
|  |                             |  |  |  |  |  |  |  |  |  |  |  |  |  |  |  |
|  | 18. Алексије I Комнин       |  |  |  |  |  |  |  |  |  |  |  |  |  |  |  |
|  |                             |  |  |  |  |  |  |  |  |  |  |  |  |  |  |  |
|  |                             |  |  |  |  |  |  |  |  |  |  |  |  |  |  |  |
|  | 9. Теодора Комнина Анђелина |  |  |  |  |  |  |  |  |  |  |  |  |  |  |  |
|  |                             |  |  |  |  |  |  |  |  |  |  |  |  |  |  |  |
|  |                             |  |  |  |  |  |  |  |  |  |  |  |  |  |  |  |
|  | 19. Ирина Дукина            |  |  |  |  |  |  |  |  |  |  |  |  |  |  |  |
|  |                             |  |  |  |  |  |  |  |  |  |  |  |  |  |  |  |
|  |                             |  |  |  |  |  |  |  |  |  |  |  |  |  |  |  |
|  | 2. Исак II Анђел            |  |  |  |  |  |  |  |  |  |  |  |  |  |  |  |
|  |                             |  |  |  |  |  |  |  |  |  |  |  |  |  |  |  |
|  |                             |  |  |  |  |  |  |  |  |  |  |  |  |  |  |  |
|  | 5. Еуфросина Катамонита     |  |  |  |  |  |  |  |  |  |  |  |  |  |  |  |
|  |                             |  |  |  |  |  |  |  |  |  |  |  |  |  |  |  |
|  |                             |  |  |  |  |  |  |  |  |  |  |  |  |  |  |  |
|  | 1. Алексије IV Анђел        |  |  |  |  |  |  |  |  |  |  |  |  |  |  |  |
|  |                             |  |  |  |  |  |  |  |  |  |  |  |  |  |  |  |
|  |                             |  |  |  |  |  |  |  |  |  |  |  |  |  |  |  |